# Potentilla peduncularis
Potentilla peduncularis är en rosväxtart som beskrevs av David Don. Potentilla peduncularis ingår i Fingerörtssläktet som ingår i familjen rosväxter.

## Underarter
Arten delas in i följande underarter:
- P. p. curta
- P. p. ganeshii
- P. p. shweliensis
- P. p. subcontigua
- P. p. vittata